# Siegfried Rauch
Siegfried Rauch (Landsberg am Lech, 1932. április 2. – Obersöchering, 2018. március 11.) német színész.

## Életpályája
Az 1950-es évektől 115 filmben, főleg filmsorozatokban szerepelt. Népszerű volt a Nem kell mindig kaviár főszereplőjeként, vagy az Álomhajó illetve A hegyi doktor – Újra rendel egyik szereplőjeként. Még nyolcvanéves korán túl is forgatott.
Otthonában halt meg. A lépcsőn érte a szívmegállás, minek folytán leesett a lépcsőn. A vizsgálat szerint 
az esés önmagában nem volt halálos, a szívmegállást jelölte meg halálokként.

## Fontosabb filmjei

### Mozifilmek
- A tábornok (Patton) (1970)
- A sas leszállt (The Eagle Has Landed) (1976)
- Műgyűjtők és kalandorok előnyben (Escape to Athena) (1979)
- A nagy vörös egyes (The Big Red One) (1980)
- A rémület ivadékai (Contamination) (1980)
- Szerelem száz háton (Popcorn und Paprika) (1984)
- Tűz, jég és dinamit (Feuer, Eis & Dynamit) (1990)

### Tv-filmek
- Forrongó világ (The Winds of War) (1983)
- Sztrogoff Mihály (1999)
- Ínyenc történet (Mai storie d'amore in cucina) (2004)

### Tv-sorozatok
- Tetthely (Tatort) (1972–1985, négy epizódban)
- Derrick (1976–1987, négy epizódban)
- Nem kell mindig kaviár (Es muß nicht immer Kaviar sein) (1977, 13 epizódban)
- A nyomozó (Der Fahnder) (1986, egy epizódban)
- Álomhajó (Das Traumschiff) (1986–2013, 39 epizódban)
- A boldog család (Die glückliche Familie) (1987–1991, 52 epizódban)
- Wildbach (1993–1997, 52 epizódban)
- A zsaruk királya (Der König) (1995, egy epizódban)
- Erdészház Falkenauban (Forsthaus Falkenau) (1997, egy epizódban)
- Charly – Majom a családban (Unser Charly) (2000, egy epizódban)
- Rosamunde Pilcher: A boldogság nyomában (Rosamunde Pilcher – Der lange Weg zum Glück) (2000)
- Eva - ganz mein Fall (2000–2003, hat epizódban)
- Bei aller Liebe (2000–2003, 52 epizódban)
- Álom és szerelem (Rosamunde Pilcher) (2000–2013, négy epizódban)
- Kastélyszálló (Schloßhotel Orth) (2003, egy epizódban)
- Die Landärztin (2006–2011, hét epizódban)
- Álomhajó – Mézeshetek (Kreuzfahrt ins Glück) (2007–2013, 17 epizódban)
- A hegyi doktor – Újra rendel (Der Bergdoktor) (2008–2018, 110 epizódban)